# Cratere Rossetti
Rossetti  è un cratere sulla superficie di Venere. Deve il proprio nome a Christina Rossetti, poetessa britannica di origini italiane del XIX secolo.